# Бошњановић
Бошњановић је насеље у Србији у општини Љиг у Колубарском округу. Према попису из 2022. било је 179 становника.
Овде се налази црква Светог краља Милутина освећена 11. новембра 2018. године.

## Демографија
У насељу Бошњановић живи 240 пунолетних становника, а просечна старост становништва износи 47,2 година (46,6 код мушкараца и 47,7 код жена). У насељу има 86 домаћинстава, а просечан број чланова по домаћинству је 3,33.
Ово насеље је великим делом насељено Србима (према попису из 2002. године), а у последња три пописа, примећен је пад у броју становника.
|  |

| Демографија | Демографија | Демографија |
| Година      | Становника  | Становника  |
| ----------- | ----------- | ----------- |
| 1948.       | 448         |             |
| 1953.       | 460         |             |
| 1961.       | 432         |             |
| 1971.       | 430         |             |
| 1981.       | 421         |             |
| 1991.       | 367         | 360         |
| 2002.       | 286         | 291         |

| Етнички састав према попису из 2002.‍ | Етнички састав према попису из 2002.‍ | Етнички састав према попису из 2002.‍ | Етнички састав према попису из 2002.‍ | Етнички састав према попису из 2002.‍ |
| ------------------------------------ | ------------------------------------ | ------------------------------------ | ------------------------------------ | ------------------------------------ |
|                                      |                                      |                                      |                                      |                                      |
| Срби                                 | Срби                                 |                                      | 285                                  | 99,65%                               |
| непознато                            | непознато                            |                                      | 1                                    | 0,34%                                |

| Година пописа     | 1948. | 1953. | 1961. | 1971. | 1981. | 1991. | 2002. |
| ----------------- | ----- | ----- | ----- | ----- | ----- | ----- | ----- |
| Број домаћинстава | 67    | 81    | 90    | 108   | 102   | 92    | 86    |

| Број чланова      | 1  | 2  | 3 | 4 | 5 | 6  | 7 | 8 | 9 | 10 и више | Просек |
| ----------------- | -- | -- | - | - | - | -- | - | - | - | --------- | ------ |
| Број домаћинстава | 17 | 27 | 9 | 9 | 4 | 14 | 4 | 0 | 1 | 1         | 3,33   |

| Пол    | Укупно | Неожењен/Неудата | Ожењен/Удата | Удовац/Удовица | Разведен/Разведена | Непознато |
| ------ | ------ | ---------------- | ------------ | -------------- | ------------------ | --------- |
| Мушки  | 118    | 15               | 87           | 9              | 7                  | 0         |
| Женски | 127    | 11               | 88           | 27             | 1                  | 0         |
| УКУПНО | 245    | 26               | 175          | 36             | 8                  | 0         |

| Пол    | Укупно                    | Пољопривреда, лов и шумарство | Рибарство                            | Вађење руде и камена | Прерађивачка индустрија       |
| ------ | ------------------------- | ----------------------------- | ------------------------------------ | -------------------- | ----------------------------- |
| Мушки  | 89                        | 69                            | 0                                    | 6                    | 2                             |
| Женски | 74                        | 69                            | 0                                    | 0                    | 1                             |
| УКУПНО | 163                       | 138                           | 0                                    | 6                    | 3                             |
| Пол    | Производња и снабдевање   | Грађевинарство                | Трговина                             | Хотели и ресторани   | Саобраћај, складиштење и везе |
| Мушки  | 1                         | 2                             | 1                                    | 0                    | 5                             |
| Женски | 0                         | 0                             | 1                                    | 0                    | 0                             |
| УКУПНО | 1                         | 2                             | 2                                    | 0                    | 5                             |
| Пол    | Финансијско посредовање   | Некретнине                    | Државна управа и одбрана             | Образовање           | Здравствени и социјални рад   |
| Мушки  | 0                         | 0                             | 0                                    | 1                    | 1                             |
| Женски | 0                         | 0                             | 0                                    | 1                    | 2                             |
| УКУПНО | 0                         | 0                             | 0                                    | 2                    | 3                             |
| Пол    | Остале услужне активности | Приватна домаћинства          | Екстериторијалне организације и тела | Непознато            | Непознато                     |
| Мушки  | 1                         | 0                             | 0                                    | 0                    | 0                             |
| Женски | 0                         | 0                             | 0                                    | 0                    | 0                             |
| УКУПНО | 1                         | 0                             | 0                                    | 0                    | 0                             |